# 芮智媛
芮智媛（韓語：예지원，1973年2月1日—），韓國女演員。

## 影視作品

### 電視劇
- 2000年：MBC《小蓋子》飾演 尹貞熙
- 2000年：SBS《茱麗葉的男人》飾演 宋彩璘／茱麗葉
- 2001年：SBS《女高時期》飾演 芮智媛
- 2002年：SBS《壞女人們》飾演 吳正華
- 2004年：KBS 2TV《老處女日記》飾演 崔美子
- 2007年：KBS 2TV《詐騙信用調查所》飾演 鄭熙京
- 2010年：MBC《越看越可愛》飾 林智媛
- 2012年：SBS《美味人生》飾演 吳珍珠
- 2013年：tvN《戀愛操作團：大鼻子情聖》飾演 李海心(客串) 10-12集
- 2013年：KBS 2TV《Drama Special－就是這種關係》
- 2014年：KBS 2TV《明日如歌》飾演 宋美娜
- 2015年：KBS 2TV《製作人》飾演 高陽美
- 2016年：KBS 2TV《Drama Special－Page Turner》飾演 侑瑟 母
- 2016年：tvN《又，吳海英》飾演 朴秀京
- 2016年：JTBC《老婆這週要出牆》飾演 殷雅羅
- 2017年：tvN《內向的老闆》飾演 唐宥熙
- 2018年：SBS《能先接吻嗎？》飾演 李美羅
- 2018年：SBS《雖然30但仍17》飾演 Jennifer
- 2018年：JTBC《Beauty Inside》飾演 芮智媛
- 2019年：Channel A《平日下午三點的戀人》飾演 崔秀雅
- 2019年：MBC《沒有第二次》飾演 房恩智
- 2020年：tvN《機智醫生生活》飾演 政源的大姐（客串）
- 2020年：MBC《一起吃晚餐嗎？》飾演 南雅英
- 2020年：KBS 2TV《Do Do Sol Sol La La Sol》飾演 陳淑卿
- 2021年：KBS 1TV《太宗李芳远》飾演 神德王后康氏
- 2022年：Watcha《新進社員》飾演 代表（友情出演）
- 2023年：KBS 2TV《頭腦共助》飾演 金莫蘭
- 2023年：tvN《神聖的偶像》飾演 林善子

### 電影
- 1996年：《Mulberry》
- 2000年：《Anarchists》
- 2002年：《On the Occasion Of Remembering The Turning Gate》
- 2002年：《2424》
- 2003年：《First Amendment》
- 2004年：《So Cute》
- 2006年：《Old Miss Diary》
- 2007年：《Happy Killing》
- 2007年：《Shiny Day》
- 2008年：《在你熟睡的時候》
- 2008年：《男得遇見你》飾演 邱比特
- 2009年：《婚宴之後》
- 2010年：《愛情，說來可笑》
- 2011年：《月光升起來》
- 2011年：《The Kick》
- 2012年：《單身的人上天堂》
- 2012年：《如果我告白的話》
- 2013年：《他和她的白日夢》
- 2013年：《高齡化家族》
- 2013年：《我們善姬》
- 2019年：《妓院公子（朝鲜语：기방도령）》飾演 蘭雪
- 2021年：《引言》
- 2021年：《索命首爾》

### 綜藝節目
- 2013年：SBS《金炳萬的叢林的法則》密克羅尼西亞篇
- 2014年：SBS《金炳萬的叢林的法則》巴西篇
- 2015年：SBS《Running Man》第238集嘉賓 (2015年3月15日)
- 2015年：SBS《快樂的家》第21,22,23,24集嘉賓(2015年2月25日,2015年3月4日,2015年3月11日,2015年3月18日)
- 2016年：SBS《金炳萬的叢林的法則》蒙古篇
- 2016年：JTBC《拜託了冰箱》第90,91集嘉賓 (2016年8月1日,2016年8月8日)
- 2016年：SBS《Running Man》第322集嘉賓 (2016年10月23日)
- 2019年：SBS《我家的熊孩子》第147集嘉賓 (2019年7月14日)

## 獲獎紀錄
- 2002年：第10屆春史電影賞－最佳女配角
- 2005年：KBS演技大賞網絡人氣賞
- 2016年：第5屆APAN Star Awards－女子演技賞《又，吳海英》
- 2018年：第54屆百想藝術大賞－電視部門女子配角獎《要先接吻嗎？》
- 2018年：第25屆SBS演技大賞 - 女子助演賞《能先接吻嗎？》、《雖然30但仍17》
- 2022年：KBS演技大獎 - 女子助演獎《太宗李芳遠》

## 外部連結
- 芮智媛的Instagram帳戶